# Blanka Čechová
Blanka Čechová (* 28. května 1980) je česká spisovatelka a právnička.

## Život
V roce 2003 absolvovala Právnickou fakultu Univerzity Karlovy v Praze a následně tvůrčí psaní na Oxfordské univerzitě. V letech 2005–2006 působila jako právní asistentka u Evropského soudu pro lidská práva a poté rok jako členka mise OBSE v Kosovu. V Česku pracovala jako notářská koncipientka, přispívala též do notářského časopisu Ad notam, spolupracovala s několika neziskovými organizacemi v oblasti vzdělávání (např. Člověk v tísni).
V roce 1999 jí vyšla kniha Na rok za školou inspirovaná studiem na Ridley College, prestižní střední škole v Kanadě. V této době také začala psát pro Lidové noviny a časopis Reflex. V roce 2008 spolupracovala s Divadlem Járy Cimrmana jako asistentka režie při přípravě inscenace České nebe. V roce 2010 jí v nakladatelství Paseka vyšla kniha Mým divákům. Rozhovor s Ladislavem Smoljakem. Její další publikací byl román Totál Balkán z prostředí mezinárodní mise v Kosovu. Kniha byla později přeložena i do angličtiny a srbštiny, a dočkala se vynikajících kritických i čtenářských ohlasů. V letech 2012 - 2019 vyšly postupně tři díly tzv. "jadranské trilogie" - knihy Příručka jadranské snoubenky, Návrat jadranské snoubenky a Jadranská snoubenka navždy. Humoristická lovestory o Češce, která najde štěstí v Dalmácii, poskytuje unikátní pohled na Chorvatsko a jeho přímořské obyvatele a byla vřele přijata jak v ČR, tak v Chorvatsku. V roce 2023 vyšel ve spolupráci s fotografem Robertem Rambouskem velký příběhový fotoprůvodce Jadranská snoubenka na cestách do Chorvatska. Materiál pro tuto knihu sbírala autorka během deseti cest v obytné dodávce, kterou podnikla na vlastní pěst se svými dětmi. Vydala ji vlastním nákladem díky velmi úspěšné crowdfundingové kampani. Blanka Čechová žije střídavě v ČR a na jihu Dalmácie, a věnuje se právu, psaní a rodině.[zdroj?]

## Dílo
- ČECHOVÁ, Blanka. Na rok za školou. Doplněk 1999, ISBN 80-7239-041-4
- ČECHOVÁ, Blanka. Rovnost a zákaz diskriminace v judikatuře Evropského soudu pro lidská práva, In: BOBEK, BOUČKOVÁ, KÜHN (eds.). Rovnost a diskriminace. C.H. Beck, Praha 2007. ISBN 978-80-7179-584-1
- ČECHOVÁ, Blanka. Proč čtu Jiné právo aneb má jiná rána, In: BOBEK, KOMÁREK (eds.). Jiné právo offline. Auditorium, Praha 2008. ISBN 978-80-903786-6-7
- ČECHOVÁ, Blanka. Notářství v období 1948–1989, In: BOBEK, MOLEK, ŠIMÍČEK (eds.). Komunistické právo v Československu – kapitoly z dějin bezpráví. Mezinárodní politologický ústav, Brno 2009. ISBN 978-80-210-4844-7
- ČECHOVÁ, Blanka. Mým divákům. Rozhovor s Ladislavem Smoljakem. Paseka 2010, ISBN 978-80-7432-078-1
- ČECHOVÁ, KOPEČEK (eds.). Skripta Dějiny, film a lidská práva, Člověk v tísni, o.p.s. 2010. Dostupné online.[nedostupný zdroj]
- ČECHOVÁ, Blanka. Totál Balkán. Opravdu Skvělé Nakladatelství 2011, ISBN 978-80-87609-03-3
- ČECHOVÁ, Blanka. Příručka jadranské snoubenky. Praha : Motto, 2012, ISBN 978-80-7246-647-4